# Puteal

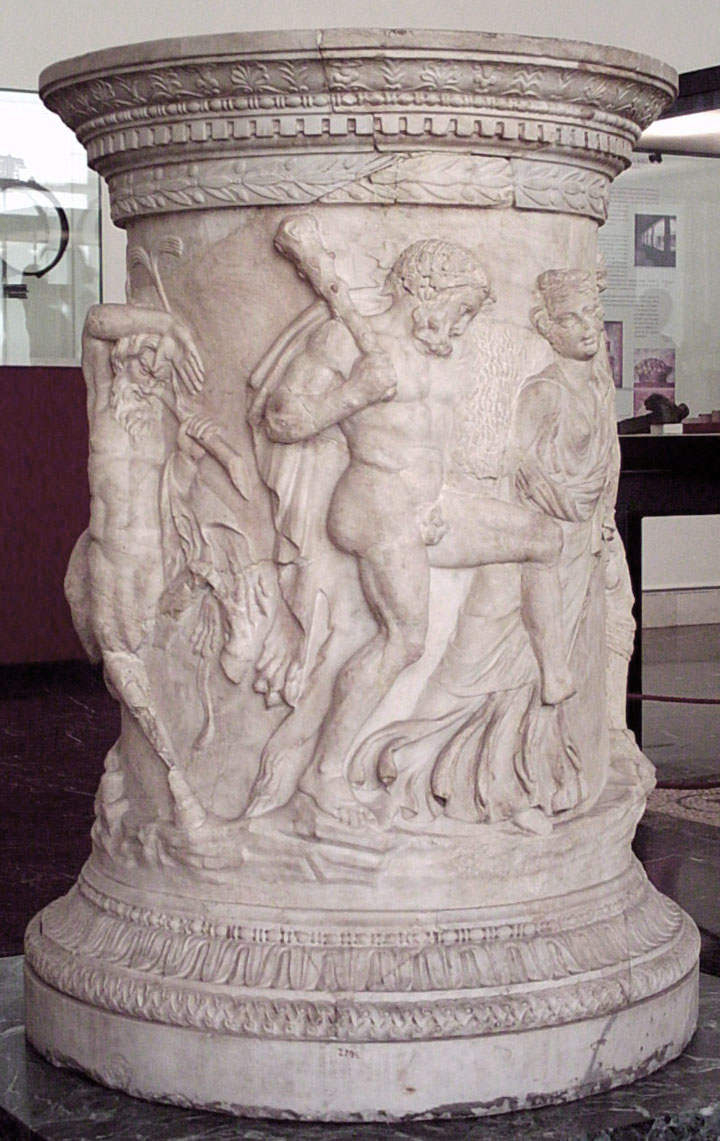
Puteal (1. Jahrhundert, M.A.N., Madrid)

Puteal (von lateinisch puteus „Brunnen“, altgriechisch περιστόμιον peristomion) bezeichnet in der Antike die Einfassung eines (überdeckelten) Brunnens.
Außerdem bezeichnet Puteal die runden oder viereckigen Einfassungen, mit denen heilige Blitzmale (lateinisch bidentalia, Singular bidental) markiert wurden. Die tagsüber erfolgten Blitzschläge wurden dem Jupiter zugeordnet, die nächtlichen einer ihm eng verbundenen Gottheit namens Summanus. Die Inschriften der Puteale lauteten entsprechend fulgur Dium conditum bzw. fulgur Summanum conditum (etwa „hier hat Jupiter/Summanus eingeschlagen“). Zahlreiche Markierungen dieser Art sind erhalten. Solche Puteale wurden gerne mit Reliefskulptur geschmückt.
Auf dem Forum Romanum stand seit alter Zeit das Puteal Scribonianum. Es wurde von Lucius Scribonius Libo erneuert. Nach der Renovierung war es sehr oft auf Münzen zu sehen, die vom Geschlecht der Scribonier geprägt wurden.